# Ideopsis manillana
Ideopsis manillana är en fjärilsart som beskrevs av Moore 1883. Ideopsis manillana ingår i släktet Ideopsis och familjen praktfjärilar. Inga underarter finns listade i Catalogue of Life.